# 2026-os IIHF divízió III-as jégkorong-világbajnokság
A 2026-os IIHF divízió III-as jégkorong-világbajnokság mérkőzéseit két csoportban fogják megrendezni.

## A csoport

### Résztvevők
| Csapat                  | Kvalifikáció                                       |
| ----------------------- | -------------------------------------------------- |
| Thaiföld                | A 2025-ös divízió II/B 6. helyezettje, kiesett.    |
| Türkmenisztán           | A 2025-ös divízió III/A 2. helyezettje.            |
| Törökország             | A 2025-ös divízió III/A 3. helyezettje.            |
| Dél-afrikai Köztársaság | A 2025-ös divízió III/A 4. helyezettje.            |
| Bosznia-Hercegovina     | A 2025-ös divízió III/A 5. helyezettje.            |
| Mexikó                  | A 2025-ös divízió III/B 1. helyezettje, feljutott. |

### Tabella
| Hely. | Csapat                  | M | Gy | HGy | HV | V | G+ | G– | Gk | P | Feljutás vagy kiesés        |
| ----- | ----------------------- | - | -- | --- | -- | - | -- | -- | -- | - | --------------------------- |
| 1.    | Thaiföld                | 0 | 0  | 0   | 0  | 0 | 0  | 0  | 0  | 0 | Feljutott a divízió II/B-be |
| 2.    | Türkmenisztán           | 0 | 0  | 0   | 0  | 0 | 0  | 0  | 0  | 0 |                             |
| 3.    | Törökország             | 0 | 0  | 0   | 0  | 0 | 0  | 0  | 0  | 0 |                             |
| 4.    | Dél-afrikai Köztársaság | 0 | 0  | 0   | 0  | 0 | 0  | 0  | 0  | 0 |                             |
| 5.    | Bosznia-Hercegovina     | 0 | 0  | 0   | 0  | 0 | 0  | 0  | 0  | 0 |                             |
| 6.    | Mexikó                  | 0 | 0  | 0   | 0  | 0 | 0  | 0  | 0  | 0 | Kiesett a divízió III/B-be  |

## B csoport

### Résztvevők
| Csapat         | Kvalifikáció                                     |
| -------------- | ------------------------------------------------ |
| Luxemburg      | A 2025-ös divízió III/A 6. helyezettje, kiesett. |
| Észak-Korea    | A 2025-ös divízió III/B 2. helyezettje.          |
| Hongkong       | A 2025-ös divízió III/B 3. helyezettje.          |
| Mongólia       | A 2025-ös divízió III/B 4. helyezettje.          |
| Fülöp-szigetek | A 2025-ös divízió III/B 5. helyezettje.          |
| Üzbegisztán    | A 2025-ös divízió IV 1. helyezettje, feljutott.  |

### Tabella
| Hely. | Csapat         | M | Gy | HGy | HV | V | G+ | G– | Gk | P | Feljutás vagy kiesés         |
| ----- | -------------- | - | -- | --- | -- | - | -- | -- | -- | - | ---------------------------- |
| 1.    | Luxemburg      | 0 | 0  | 0   | 0  | 0 | 0  | 0  | 0  | 0 | Feljutott a divízió III/A-ba |
| 2.    | Észak-Korea    | 0 | 0  | 0   | 0  | 0 | 0  | 0  | 0  | 0 |                              |
| 3.    | Hongkong       | 0 | 0  | 0   | 0  | 0 | 0  | 0  | 0  | 0 |                              |
| 4.    | Mongólia       | 0 | 0  | 0   | 0  | 0 | 0  | 0  | 0  | 0 |                              |
| 5.    | Fülöp-szigetek | 0 | 0  | 0   | 0  | 0 | 0  | 0  | 0  | 0 |                              |
| 6.    | Üzbegisztán    | 0 | 0  | 0   | 0  | 0 | 0  | 0  | 0  | 0 | Kiesett a divízió IV-be      |